# Satyros Ier
Pour les articles homonymes, voir Satyros.
Satyros Ier (grec ancien : Σάτυρος A') est un roi du Bosphore ayant régné de 433 à 389 av. J.-C.

## Origine
Diodore de Sicile spécifie que Satyros est le fils de Spartokos Ier, contrairement à son prédécesseur Séleucos dont il n'évoque pas la parenté.

## Règne
Diodore de Sicile n'accorde à Satyros Ier qu'un règne de 14 ans (?) mais il indique qu'il meurt lorsque « Démostrate fut nommé archonte d'Athènes », soit en 390/389 av. J.-C. Il précise ensuite que son fils, Leucon Ier, lui succède et règne quarante ans.
Sur ces bases quelque peu incohérentes, les historiens modernes estiment que Satyros Ier a régné conjointement avec  Séleucos, qui était peut-être son frère, depuis la mort de leur père putatif en 433 jusqu'en 393 av. J.-C. et que son fils Leucon Ier lui a succédé en  389 av. J.-C., après qu'il a régné seul pendant quatre ans.
Polyen rapporte que Satyros Ier entre en conflit avec un certain Hécataios, roi des Sindes, qui sont peut-être, plutôt qu'une tribu indigène, les citoyens de la cité de Sindike ou Sindos, ancien nom de Gorgippia, et son épouse Tirgatao, fille du roi des « Ixomantes », peuple situé près de la mer d'Azov. Hécataios vaincu perd ses États et doit épouser une fille de Satyros Ier, qui lui demande préalablement de tuer sa première femme. Trigatao, sauvée par son mari, se réfugie dans le royaume des Ixomantes où elle devient l'épouse du successeur de son père. Avec ce dernier, elle lève des troupes nombreuses et ils ravagent les royaumes de Satyros et des Sindoi jusqu'à ce que les deux rois soient contraints de solliciter la paix et envoient Métrodore, un fils de Satyros, comme otage.
Satyros Ier poursuit toutefois Tirgatao de sa vindicte et envoie deux transfuges chargés de la tuer. Les deux hommes échouent dans leur attentat et avouent le complot à la reine, qui tue son otage et reprend la guerre. Satyros Ier serait mort de chagrin et c'est l'un de ses fils et successeurs, Gorgippos, qui implore et obtient finalement la paix de la terrible reine.

## Postérité
Outre Leucon Ier, son successeur nommé par Diodore de Sicile, Polyen évoque donc une fille anonyme, épouse d'Hécataios, roi des Sindes, et deux autres fils de Satyros Ier : Métrodore, donné en otage, et Gorgippos, qui succède à son père dans la partie asiatique du royaume et doit implorer la clémence de la reine Tirgatao et lui adresser des présents pour obtenir la paix.